# Jean Guillou
Jean Guillou (Angers, París; 18 de abril de 1930, 26 de enero de 2019) fue un compositor, organista, pianista y pedagogo francés.

## Vida
Fue un organista titular de la Iglesia de San Eustaquio en París desde 1963. Afamado músico, compuso más de 80 obras, así como transcripciones, publicadas en su mayoría por Schott-Music. 
Escribió para instrumentos solistas, voz, formaciones de música de cámara y para gran orquesta. Cabe destacar su particular habilidad con el órgano y el piano, así como las percusiones, los metales y en general todos los instrumentos de la orquesta.
Como teórico, sus obras El Órgano: Memoria y Futuro (Cuarta edición, Lyon, Symétrie) y La Música y el Gesto (2002, París, Beauchesne), permiten medir el alcance de su pensamiento y la eficacia de sus puntos de vista. Guillou fue solicitado como experto conocedor de instrumentos en Alpe d'Huez, el Conservatorio de Nápoles, el Chant d’Oiseau en Bruselas, la Tonhalle de Zúrich, los Portoghesi en Roma, el Auditorio de Tenerife y últimamente en la Catedral de León (Klais, 2013).
Su escritura musical está muy vinculada a sus lecturas, como su poema sinfónico La Chapelle des Abîmes, sacado de la obra de su amigo Julien Gracq. Sus textos conllevan la precisión técnica y una escritura personal muy inspirada; todo ello se encuentra en sus propios poemas reunidos bajo el título Le Visiteur.
Sus grabaciones son con Universal-Philips-Decca, Dorian, Festivo y Augure.
Su misión docente (más de treinta y cinco años en el Master -Class de Zúrich) le condujo a enseñar a cientos de músicos de todos los países.

## Obra

### Música para órgano solo
- Fantaisie, op. 1 (1952, Schott)
- 18 Variations, op. 3 (1956, Schott)
- Sinfonietta, op. 4 (1958, Schott)
- Ballade Ossianique No. 1 - Temora, op. 8 (1962, Schott)
- Toccata, op. 9 (1962, Schott)
- Symphonie Initiatique per 3 Organi, op. 18 (1969), vers. per 2 Organi (1999), vers. per 2 Organisti (2009)
- 6 Sagas, op. 20 (1970, Schott)
- Ballade Ossianique No. 2 - Les Chants de Selma, op. 23 (1971, Schott)
- La Chapelle des Abîmes, op. 26 (1973, Schott)
- Scènes d'enfant, op. 28 (1974, Schott)
- Jeux d'Orgue, op. 34 (1978, Universal Edition, Wien)
- Suite pour Rameau, op. 36 (1979, Wayne Leupold Editions-USA)
- Saga No. 7, op. 38 (1983, Universal Ed. Vienna)
- Sonate en Trio No. 1 op. 40 (1984. Durand, París)
- Chamades!, op. 41 (1984. H.T. Fitz Simons-USA)
- Impromptu per pedale solo, op. 42 (1985. Universal Ed. Vienna)
- Hypérion ou la Rhétorique du Feu, op. 45 (1988. Wayne Leupold Editions-USA)
- Säya' ou l'Oiseau Bleu, op. 50 (1993. Schott)
- Éloge, op. 52 (1994. Wayne Leupold Editions-USA)
- Alice au Pays de l'orgue per Organo e Voce recitante, op. 53 (1995. Schott)
- Pensieri, op. 54 (1995. H.T. Fitz Simons-USA)
- Instants, op. 57 (1998. Schott, 2015)
- Pièces Furtives, op. 58 (1998. Schott)
- Hymnus, op.71 (2009. Schott, 2009)
- Regard, op. 77 (2011. Schott, 2013)
- Enfantines, op. 81 (2013. Schott, 2015)
- Sonate en Trio No. 2 op. 82 (2013. Schott, 2014)
- Sonate en Trio No. 3op. 83 (2013. Schott, 2014)
- Macbeth - Le lai de l'ombre, op. 84 (2009. Schott, 2016)
- Périple, op. 87 (2016)

### Música para órgano con otros instrumentos
- Colloque No. 2 per Organo e Pianoforte, op. 11 (1964. Schott)
- L'Infinito per Basso e Organo, op. 13 (1965. Schott)
- Colloque No. 4 per Organo, Pianoforte e 2 strumenti a percussione, op. 15 (1966. Schott)
- Intermezzo per Flauto e Organo, op. 17 (1969. Schott)
- Colloque No. 5 per Organo e Pianoforte, op. 19 (1969. Schott)
- Concerto per Violino e Organo, op. 37 (1982)
- Andromède per Soprano e Organo, op. 39 (1984. Schott)
- Peace per coro a 8 voci e Organo, op. 43 (1985. Schott)
- Aube per coro a 12 voci e Organo, op. 46 (1988)
- Colloque No. 6 per Organo e 2 percussionisti, op. 47 (1989)
- Fantaisie concertante per Violoncello e Organo, op. 49 (1991. Schott)
- Fête per Clarinetto e Organo, op. 55 (1995. Schott, 2008)
- Écho per Flauto, Clarinetto, Archi, Coro, Pianoforte e Organo, op. 60 (1999. Schott)
- Concerto per Tromba e Organo, (L'ébauche d'un souffle), op. 64 (1985. Scott, 2016)
- Colloque No. 7 (Concerto per Pianoforte e Organo) op. 66 (1998. Schott)
- Colloque No. 8 per Marimba e Organo, op. 67 (2002, Schott)
- La Révolte des Orgues' pour 8 Organi Positivi, Organo, Percussioni e un direttore, op. 69 (2005. Schott, 2007)
- Colloque No. 9 per Organo e Flauto di Pan, op.72 (Schott, 2009)
- Répliques per un Grande organo ed un Organo Positivo, op.75 (Schott, 2011)
- Ihr Himmel Luft und Wind" per Coro a 8 Voci, op. 76 (Schott, 2010)
- Colloque N. 10, por 7 trompetas, organo y percusiones, op. 86 (2016. Schott, 2016)

### Música orquestal
- Inventions per Organo e piccola Orchestra (Concerto per organo No. 1), op. 7 (1960. Schott)
- Triptyque per orchestra d'archi, sno (Paris: Leduc)
- Concerto Héroïque per Organo e Orchestra (Concerto per organo No. 2), op. 10 (1963. Schott)
- Le Jugement Dernier : Oratorio pour Chœur, Solistes, Orgue et Orchestre, son (1965)
- Concerto per organo No. 3 per Organo e strumenti ad arco|archi, op. 14 (1965. Schott)
- Concerto per pianoforte No. 1 per Pianoforte e Orchestra, op. 16 (1969. Paris, Leduc)
- Judith-Symphonie per Mezzosoprano e Orchestra, op. 21 (1970)
- Symphonie No. 2 per strumenti ad arco, op. 27 (1972. Mainz: Schott, 2005)
- Symphonie No. 3 (La Foule) per grande Orchestra, op. 30  (1977)
- Concerto per organo No. 4 per Organo e Orchestra, op. 31 (1978)
- Concerto Grosso per Orchestra, op. 32 (1978)
- Concerto per organo No. 5 ("Roi Arthur") per Organo e strumenti a fiato/legni, op. 35 (1979. Schott)
- Concerto per pianoforte No. 2 per Pianoforte e Orchestra, op. 44 (1986. Schott)
- Concerto per Trombone per Trombone solo, 4 Trombe, 3 Tromboni, 3 Tuba e 2 Percussionisti, op. 48 (1990) (Schott)
- Missa Interrupta per Soprano, Organo, strumenti a fiato, legni, strumenti a percussione e coro op. 51 (1995. Schott)
- Fête per Clarinetto e Orchestra, op. 55 (1995)
- Concerto 2000 per Organo e orchestra, op. 62 (2000. Schott)
- Concerto pour orgue No. 6, per Organo e Grande Orchestra, op. 68 (2002. Schott)
- Concerto pour orgue No. 7, per Organo e Orchestra, op. 70 (2007. Schott, 2007)
- Stabat Mater per Organo, Soli y Orchestra, op. 85 (1980)

### Música de cámara
- Colloque No.1 per Flauto, Oboe, Violino e Pianoforte, op. 2 (1956. Schott)
- Sonata No.1 per Pianoforte, op. 5 (1956. Amphion, Paris)
- Cantilia per Pianoforte, Arpa, Timpani e 4 Violoncelli, op. 6 (1960. Schott)
- Toccata (versione per Pianoforte), op. 9bis (1962. Schott)
- Colloque No. 3 per Oboe, Arpa, Celesta, Percussione, 4 violoncelli e 2 contrabbassi, op. 12 (1964. Schott)
- Quatuor per Oboe e Archi, op. 22 (1971. Schott 2016)
- Cantiliana per Flauto (o Violino) e Pianoforte, op. 24 (1972. Schott 2014)
- Sonate per Tromba (o Violino) e Organo, op. 25 (1972)
- Poème de la Main per Soprano lirico e Pianoforte, op. 29 (1975)
- Sonata No. 2 per Pianoforte, op. 33 (1978)
- Deux Pièces : Nocturne et Impromptu por Pianoforte, op. 56 (1967. Scott)
- Trio per 3 Violoncelli, op. 59 (1999)
- Augure per Pianoforte, op. 61 (1999. Schott, 2005)
- Co-incidence per Violino, op. 63 (1996. Schott, 2009)
- Epitases per 2 Pianoforti, op. 65 (2002. Schott)
- Chronique per Trio di Percussioni, op.73 (2009)
- Impulso per Flauto solo, op.74 (2009. Schott, 2015)
- Poème per Piano a 4 mani e Percussioni, op. 78 (2012. Schott, 2014)
- Valse Oubliée pour Piano, op. 79 (2012, Schott)
- Main menue pour Mezzo-Soprano et Piano, op. 80 (2012)

### Música escénica
- Pièces brèves per la trasmissione radiofonica « Échappée par le ciel » (Inédita)
- Diderot à corps perdu (1978. Inédita)

### Música sin número de opus
- Cadence per il I° movimento della 6a Sinfonia in sol minore de Charles-Marie Widor (Inédita)
- Pensieri pour Claude Bernard, organo (Inédita)

### Transcripciones para órgano
- Johann Sebastian Bach: L'Offerta Musicale - BWV 1079 (Schott)
- Johann Sebastian Bach: Variazioni Goldberg - BWV 988
- Johann Sebastian Bach: Badinerie dalla Suite in si minore - BWV 1067
- Johann Sebastian Bach: Fantasia Cromatica e Fuga - BWV 903 - Cadenza
- Johann Sebastian Bach: Sarabanda - BWV 997
- Georg Friedrich Haendel: 16 Concerti per Organo e Orchestra trascritti per Organo solo, con cadenze di Jean Guillou
- Georg Friedrich Haendel: Hornpipe da Water Music (Schott, 2014)
- Franz Liszt: Fantasia e Fuga sopra B.A.C.H. - Versione sincrètica di Jean Guillou (Schott)
- Franz Liszt: Orpheus (Schott)
- Franz Liszt: Prometheus (Schott)
- Franz Liszt: Tasso (Schott, 2012)
- Franz Liszt: Valse oubliée (Schott)
- Franz Liszt: Psalm XIII (parte orchestrale) (Schott)
- W.A. Mozart: Adagio e Fuga in Do minore, K. 546 (Paris, Amphion)
- W.A. Mozart: Adagio e Rondo in Do minore, K. 617 (Paris, Amphion)
- Modest Musorgskij: Quadri di un'esposizione (Schott)
- Serguéi Prokófiev: Marcia dall'opera L'amore delle tre Melarancie (Bonn, R. Forberg)
- Serguéi Prokófiev: Toccata per pianoforte (Bonn, R. Forberg)
- Serguéi Rajmáninov: Danze Sinfoniche (per 2 organi o per organo a 4 mani) (Schott, 2015)
- Robert Schumann: Organ works (Schott, 2006)
- Igor Stravinski: Trois Danses da Pétrouchka
- Pëtr Ilič Čajkovskij: Scherzo dalla Sinfonia n.º 6 - Patetica (Schott)
- Pëtr Ilič Čajkovskij: Danse de la Fée dragée dallo Schiaccianoci (Schott, 2014)
- Giuseppe Verdi: Quattro Pezzi Sacri : Te Deum y Stabat Mater (parte orchestral)
- Antonio Vivaldi: Concerto in Ré maggiore (Paris, Amphion)
- Antonio Vivaldi: Concerto in Re minore (Schott, 2014)